# Veronica micrantha
Veronica micrantha é uma espécie de planta com flor pertencente à família Scrophulariaceae. 
A autoridade científica da espécie é Hoffmanns. & Link, tendo sido publicada em Flore portugaise ou description de toutes les...1: 286. 1813.
O seu nome comum é verónica-dos-arroios ou verónica-de-faces-rosadas.

## Portugal
Trata-se de uma espécie presente no território português, nomeadamente em Portugal Continental.
Em termos de naturalidade é endémica da Península Ibérica.

## Protecção
Encontra-se protegida por legislação portuguesa ou da Comunidade Europeia, nomeadamente pelo Anexo II e IV da Directiva Habitats.